# 汪箎
汪箎（1438年—？），字仲和，浙江杭州府仁和縣人，太醫院籍。明朝政治人物。進士出身。

## 生平
順天府鄉試第三十四名。成化八年（1472年）壬辰科會試第五十四名，殿試登進士第三甲第五十九名。

## 家族
曾祖父汪僧二。祖父汪仲仁。父亲汪士淵，贈翰林編修。